# سياسة المعلومات
سياسة المعلومات (بالإنجليزية: Information policy) هي مجموعة من جميع القوانين واللوائح والسياسات العامة التي تشجع أو تنظم إنشاء المعلومات واستخدامها وتخزينها والوصول إليها ونقلها. وبالتالي فهو يشمل أي ممارسة أخرى لصنع القرار مع الجهود التأسيسية على مستوى المجتمع والتي تنطوي على تدفق المعلومات وكيفية معالجتها.
هناك العديد من القضايا الأساسية التي تشكل سياسة المعلومات. وأبرزها قضايا السياسة العامة المعنية باستخدام المعلومات لتحقيق الديمقراطية وتسويق الحياة الاجتماعية. وتشمل هذه القضايا، في جملة أمور، البيئة الرقمية، مثل الفجوة الرقمية، والملكية الفكرية، واللوائح الاقتصادية، وحرية التعبير، وسرية المعلومات أو خصوصيتها، وأمن المعلومات ، وإدارة الوصول، وتنظيم كيفية نشر المعلومات العامة. تتمتع بعض فئات المعلومات بأهمية خاصة بالنسبة لسياسة المعلومات. وتشمل هذه المعلومات الأخبار والمعلومات الصحية ومعلومات التعداد.
سياسة المعلومات هي المشكلة المركزية لمجتمعات المعلومات. ومع انتقال الدول من الصناعة إلى ما بعد الصناعة، أصبحت قضايا المعلومات ذات أهمية متزايدة. وفقا لعالم الاجتماع دانييل بيل، "ما يهم الآن ليس القوة البدنية أو الطاقة بل المعلومات" (دانيال بيل، قدوم المجتمع ما بعد الصناعي، 1973، ص 37). وفي حين أن جميع المجتمعات كانت تعتمد إلى حد ما على المعلومات، فإن مجتمعات المعلومات تعتمد بشكل شبه كامل على المعلومات المحوسبة وكما كتب مارك أوري بورات، أول باحث استخدم مصطلح سياسة المعلومات، فإن أساس اقتصاد المعلومات، وحقيقتنا المركزية الجديدة، هو الكمبيوتر. وقدرته على التعامل مع المعلومات ومعالجتها تمثل خروجًا عميقًا عن أسلوبنا المتواضع. القدرات البشرية. وتابع أن الجمع بين الكمبيوتر والاتصالات السلكية واللاسلكية يطرح مشاكل السياسة في المستقبل(مارك أوري بورات، اقتصاد المعلومات، 1976، ص 205).
تعتبر تهديدات أمن المعلومات من المخاطر التي لها تأثير كبير للغاية على المنظمة بأكملها. وبالتالي، فإن بناء سياسة تغطي متطلبات أمن المعلومات المرغوبة وتحدد الجوانب الأخرى، مثل أهداف أمن المعلومات، وملكية السياسة وتفويض الواجبات سيساعد في إدارة حوادث أمن المعلومات والاستجابة لها بشكل صحيح.

## ملخص
أصبحت سياسة المعلومات مجالًا بارزًا للدراسة خلال النصف الأخير من القرن العشرين مع ظهور التحول من المجتمع الصناعي إلى مجتمع المعلومات. وقد تطورت منذ ذلك الحين من كونها غير مهمة نسبيًا إلى أن لها أهمية استراتيجية أكثر شمولاً لأنها تحدد الظروف التي تتم في ظلها جميع عمليات صنع القرار والخطاب العام والأنشطة السياسية الأخرى. أثار الوعي المتزايد بأهمية سياسة المعلومات اهتمامًا لدى مجموعات مختلفة لإجراء مزيد من الدراسة والتحليل لحجمها. يشمل الجمهور الأكثر شيوعًا لتحليل سياسات المعلومات طلاب المرحلة الجامعية والدراسات العليا، والعلماء، وصانعي السياسات، ومحللي السياسات، بالإضافة إلى أفراد الجمهور الذين اهتموا بفهم تأثيرات القوانين واللوائح المتعلقة بالمعلومات.
على الرغم من أن سياسة المعلومات عمومًا لها تعريف أوسع وتشتمل على العديد من المكونات، إلا أن نطاقها وتأثيرها يمكن أن يختلف باختلاف السياق. على سبيل المثال، في سياق دورة حياة المعلومات، تشير سياسة المعلومات إلى القوانين والسياسات التي تتعامل مع المراحل التي تمر بها المعلومات بدءًا من إنشائها، مرورًا بجمعها وتنظيمها ونشرها وأخيرًا حتى تدميرها. من ناحية أخرى، في سياق الإدارة العامة، تعد سياسة المعلومات هي الوسيلة التي يتكيف بها الموظفون الحكوميون والمؤسسات وأنظمة المعلومات مع بيئة تتسم بالتقلب السريع ويستخدمون المعلومات في اتخاذ القرار (على سبيل المثال، أندرسن, 1991). وانظر أيضًا بوزمان وبريتشنايدر، 1986، وستيفينز وماكجوان، 1985) ويمكن للمرء أن يرى كيف يقدم هذان السياقان نطاقات مختلفة لعبارة سياسة المعلومات.
سياسة المعلومات هي في الواقع مزيج من عدة تخصصات مختلفة بما في ذلك علم المعلومات والاقتصاد والقانون والسياسة العامة. وبالتالي، قد يختلف نطاقه عندما يقوم كل من هذه التخصصات بتحليله أو استخدامه. قد تكون علوم المعلومات أكثر اهتمامًا بالتقدم التقني وكيفية تأثير ذلك على سياسة المعلومات، بينما من منظور قانوني، قد تكون قضايا مثل حقوق الخصوصية والملكية الفكرية هي الأكثر تركيزًا.

## تاريخ
كان أول ظهور لسياسة المعلومات موجودًا في منتصف القرن العشرين تقريبًا. أثارت المراحل التي بدأ فيها التطور من المجتمع الصناعي إلى مجتمع المعلومات العديد من التحولات الأخرى. بدأت التقنيات الصناعية الشائعة في الاستعاضة عن التقنيات المعلوماتية. بدأت المنظمات في تغيير شكلها، وتطورت العديد من بنيات المعرفة الجديدة، والأهم من ذلك، أن اقتصاد المعلومات حل محل الاقتصادات الصناعية والزراعية.
بحلول السبعينيات، تم إنشاء مفهوم سياسة المعلومات الوطنية لحماية البيانات والمعلومات التي تم استخدامها في إنشاء السياسات العامة. من أوائل الدول التي تبنّت سياسة المعلومات كانت الولايات المتحدة، أستراليا، بالإضافة إلى العديد من الدول الأوروبية التي أدركت جميعًا أهمية وجود إدارة أكثر توحيدًا للمعلومات.
ساهمت إليزابيث أورنا في ورقة بحثية عن سياسات المعلومات من خلال تقديم نبذة تاريخية عن تطور الأفكار المحيطة بسياسات المعلومات الوطنية والتنظيمية، منذ البداية عندما تم إنشاء وزارة الإعلام في المملكة المتحدة في الحرب العالمية الأولى حتى يومنا هذا. ينعكس تاريخ سياسة المعلومات في هذا المخطط.
في القرن العشرين، ومن أجل التغلب على مشاكل الخصوصية في قواعد البيانات، طورت سياسة المعلومات المزيد من الضمانات. في الولايات المتحدة، يمنح قانون الخصوصية الفيدرالي للأفراد الحق في فحص وتصحيح المعلومات الشخصية في ملفات البيانات الفيدرالية.

## أنواعها وأهميتها
يمكن تقسيم أنواع سياسة المعلومات إلى فئتين مختلفتين. ويمكن مناقشتها في التركيز على المدى القصير حصرا على علم المعلومات. كما يمكن أن يكون لها سياق أوسع بكثير فيما يتعلق بمواضيع مختلفة وتكون ضمن فترة زمنية أكبر، على سبيل المثال يعود تاريخها إلى الحضارة الرومانية، أو ميثاق الحقوق، أو الدستور.
السبب الواضح للحاجة إلى سياسة المعلومات يتعامل مع القضايا القانونية التي يمكن أن ترتبط بتقدم التكنولوجيا. بتعبير أدق، أدت رقمنة المحتوى الثقافي إلى انخفاض تكلفة النسخة إلى ما يقرب من الصفر وزيادة التبادل غير القانوني للملفات، عبر الإنترنت، من خلال مشاركة موقع الويب أو تقنيات مشاركة الملفات من نظير إلى نظير، أو دون الاتصال بالإنترنت نسخ الأقراص الصلبة. ونتيجة لذلك، هناك العديد من المناطق الرمادية بين ما يمكن للمستخدمين فعله وما لا يمكنهم فعله، وهذا يخلق الحاجة إلى نوع من التنظيم. اليوم، أدى هذا إلى إنشاء SOPA (قانون إيقاف القرصنة عبر الإنترنت). ستحدد سياسة المعلومات الحدود اللازمة لتقييم بعض القضايا التي تتناول إنشاء المعلومات ومعالجتها وتبادلها والوصول إليها واستخدامها.
1. لتجنب المخاطر الخسائر المالية الناجمة عن الاستغلال غير الكامل وغير المنسق للمعلومات، وإهدار الوقت، وفشل الابتكار، وفقدان السمعة.
2. لتحقيق فوائد إيجابي، بما في ذلك التفاوض والانفتاح بين المسؤولين عن الجوانب المختلفة لإدارة المعلومات.
3. الاستخدام المنتج لتكنولوجيا المعلومات في دعم الموظفين في استخدامهم للمعلومات.
4. القدرة على بدء التغيير للاستفادة من البيئات المتغيرة.

## مشاكل
هناك بعض القضايا المتعلقة بسياسات المعلومات التنظيمية، وهي التفاعل بين البشر والتكنولوجيا لاستخدام المعلومات، فمسألة المضي بسياسة المعلومات نفسها، سواء من أعلى إلى أسفل أو من الوسط إلى أعلى، هي أفضل طريقة للتعامل معها. سياسة المعلومات في المنظمة. كما أن القضايا المتعلقة بالمعلومات تميل إلى التأثر بثقافة المنظمة والتي تؤدي إلى تعقيد تدفق المعلومات. علاوة على ذلك، ناقشت أورنا الاهتمام بشأن تقييم المعلومات، وحقيقة أن قيمة المعلومات تعتمد على المستخدم، ولا يمكن قياسها بالسعر. باعتبار أن المعلومات هي أصل أو رأس مال فكري يصبح ذا قيمة عندما يتم استخدامه بطرق منتجة.

## التقارب
يجمع التقارب بشكل أساسي بين جميع أشكال الوسائط والاتصالات والبث والحوسبة باستخدام تقنية واحدة أجهزة الكمبيوتر الرقمية. فهو يدمج الأنظمة التكنولوجية المتنوعة على أمل تحسين أداء المهام المماثلة. يُعتقد أن التقارب هو نتيجة للحاجة إلى التوسع في أسواق جديدة بسبب المنافسة والتقدم التكنولوجي الذي خلق تهديدًا بدخول الداخلين الجدد إلى مختلف قطاعات سلسلة القيمة. ونتيجة لذلك، تتفاعل التقنيات المتباينة سابقًا مع بعضها البعض بشكل تآزري لتقديم المعلومات بطرق جديدة وفريدة من نوعها والسماح بتطوير الحلول المبتكرة.
يتضمن كل اتجاه مبتكر تقريبًا في الصناعة الاجتماعية إضافة بيانات أو طبقات من الاتصال. بدأت مواقع الشبكات الاجتماعية في التفاعل مع وظائف البريد الإلكتروني، وبدأت محركات البحث في دمج عمليات البحث على الإنترنت مع بيانات فيسبوك، وبدأت تويتر إلى جانب العديد من منصات الوسائط الاجتماعية الأخرى في لعب دور بارز في إطار إدارة الطوارئ (التخفيف، والتأهب، والاستجابة، والتعافي) من بين عدة أشياء أخرى.
في عام (2012)، ظهرت قضية بارزة تتعلق بتقارب وسائل التواصل الاجتماعي مع أنظمة مراقبة انتهاك حقوق النشر. يمكن أن يُعزى الاهتمام المتزايد بهذا الموضوع إلى حد كبير إلى مشاريع القوانين الأخيرة لمكافحة القرصنة قانون إيقاف القرصنة عبر الإنترنت وقانون حماية الملكية الفكرية. أعرب العديد من المسؤولين من جميع أنحاء العالم عن اهتمامهم بإجبار الشبكات الاجتماعية على تثبيت واستخدام أنظمة المراقبة لتحديد ما إذا كان المستخدمون يحصلون بشكل غير قانوني على مواد محمية بحقوق الطبع والنشر. على سبيل المثال، إذا تم تنفيذها، يمكن لهذه المرشحات أن تمنع المشاركة غير القانونية للموسيقى عبر منصات الشبكات الاجتماعية. إن التقارب بين محركات البحث والشبكات الاجتماعية يمكن أن يجعل هذه العملية أسهل. بدأت محركات البحث مثل جوجل وياهو وبينغ في الاندماج مع منصات الوسائط الاجتماعية لربط عمليات البحث على الإنترنت بمواقع الشبكات الاجتماعية مثل فيسبوك. ويشكل هذا تهديدًا أكبر للمستخدمين نظرًا لأنه يمكن مراقبة عمليات البحث التي يقومون بها على الإنترنت عبر شبكاتهم الاجتماعية.
وتصبح مسألة تقارب شبكات التواصل الاجتماعي مع أنظمة مراقبة القرصنة مثيرة للجدل عندما يتعلق الأمر بحماية البيانات الشخصية والالتزام بقوانين الخصوصية. ومن أجل تحقيق هذا التآزر، لا بد من النظر في التقارب التنظيمي. التقارب التنظيمي هو دمج القوانين واللوائح القائمة على الصناعة والتي كانت متباينة سابقًا في إطار قانوني وتنظيمي واحد.

## حوكمة الإنترنت
حوكمة الإنترنت تمتلك إدارة الإنترنت تعريفات ضيقة وواسعة، مما يجعلها مفهومًا معقدًا يصعب فهمه. عندما يفكر معظم الناس في إدارة الإنترنت، فإنهم يفكرون في لوائح المحتوى والسلوك التي يتم توصيلها والتصرف بموجبها عبر الإنترنت. وعلى الرغم من أن هذا يعد بالتأكيد مكونًا واسعًا في إدارة الإنترنت، إلا أنه بالإضافة إلى ذلك، هناك عناصر أضيق للتعريف غالبًا ما يتم تجاهلها. تشمل حوكمة الإنترنت أيضًا تنظيم البنية التحتية للإنترنت والعمليات والأنظمة والمؤسسات التي تنظم الأنظمة الأساسية التي تحدد قدرات الإنترنت.
الهندسة المعمارية هي أساس الإنترنت. الهدف الأساسي لهندسة الإنترنت هو إنشاء شبكة من الشبكات عن طريق ربط أنظمة شبكات الكمبيوتر المختلفة على مستوى العالم. تعمل البروتوكولات مثل بروتوكول التحكم بالإرسال (TCP)، بروتوكول الإنترنت (IP) بالإضافة إلى بروتوكولات الشبكة الأخرى بمثابة القواعد والاتفاقيات التي يمكن لأجهزة الكمبيوتر من خلالها التواصل مع بعضها البعض. وبالتالي، غالبًا ما يُنظر إلى بروتوكول التحكم بالإرسال، بروتوكول على أنه المؤسسة الأكثر أهمية لإدارة الإنترنت. وهو بمثابة العمود الفقري للاتصال بالشبكة.
قام منظمات مثل مؤسسة الإنترنت للأسماء والأرقام المخصصة (آيكان) بتنسيق الأنظمة المختلفة داخل الإنترنت على المستوى العالمي للمساعدة في الحفاظ على الاستقرار التشغيلي للإنترنت. على سبيل المثال، يضمن تنسيق عناوين IP وإدارة نظام اسم النطاق (DNS) إمكانية اتصال أجهزة الكمبيوتر والأجهزة بالإنترنت بشكل صحيح وإمكانية الاتصال بشكل فعال عالميًا. إذا كان تنظيم هذه العناصر الحاسمة للإنترنت، مثل TCP/IP وDNS، محكومًا بمبادئ متباينة، فلن تظل الإنترنت موجودة كما هي اليوم. لن تتمكن الشبكات وأجهزة الكمبيوتر والأجهزة الطرفية من التواصل والحصول على نفس إمكانية الوصول إذا تنوعت هذه العناصر الأساسية.

## الأدوار الحكومية
كما هو الحال مع أي سياسة، يجب أن يكون هناك وكيل يحكمها وينظمها. مع سياسة المعلومات بالمعنى الأوسع، للحكومة أدوار ومسؤوليات عديدة. تشمل بعض الأمثلة توفير معلومات دقيقة، وإنتاج المعلومات التي تلبي الاحتياجات المحددة للجمهور والحفاظ عليها، وحماية خصوصية وسرية المعلومات الشخصية والحساسة، واتخاذ قرارات مستنيرة بشأن المعلومات التي ينبغي نشرها وكيفية توزيعها بشكل فعال، من بين أمور أخرى. على الرغم من أن الحكومة تلعب دورًا نشطًا في سياسة المعلومات، إلا أن تحليل سياسة المعلومات لا ينبغي أن يشمل فقط عمليات صنع القرار الرسمية من قبل الجهات الحكومية، ولكن أيضًا القرارات الرسمية وغير الرسمية لكل من قطاعي الحوكمة الخاص والعام.

## الأمن مقابل حرية المعلومات
هناك جدل مستمر حول دور الحكومة في سياسة المعلومات وهو الفصل بين الأمن وحرية المعلومات. تعتبر التشريعات مثل قانون توحيد وتعزيز أمريكا من خلال توفير الأدوات المناسبة اللازمة لاعتراض وعرقلة الإرهاب الولايات المتحدة الأمريكية قانون باتريوت (USAPATRIOT) أو (USAPA) لعام 2001 مثالاً على أن الأمن له الأسبقية على الحريات المدنية. أثر قانون USAPA على العديد من قوانين المراقبة والخصوصية لتشمل.
- التنصت على الأسلاك (العنوان الثالث) والذي يتطلب وجود سبب محتمل لاعتراض الاتصالات الصوتية والبيانات في الوقت الفعلي.[17]
- ينظم قانون خصوصية الاتصالات الإلكترونية (ECPA) وصول الحكومة إلى البريد الإلكتروني والاتصالات الإلكترونية الأخرى.[17]
- يسمح قانون مراقبة الاستخبارات الأجنبية (FISA) للحكومة بتنفيذ مراقبة إلكترونية ضد أي شخص، بما في ذلك الأمريكيين.[17]

تم إقرار قانون (USAPA) في أكتوبر 2001، بعد وقت قصير من أحداث 11 سبتمبر ودون معارضة كبيرة من الكونجرس. يجادل المدافعون عن الحريات المدنية بأن التغييرات التي تم إدخالها على قوانين المراقبة الدائمة تم إجراؤها بطريقة مفاجئة ودون مراعاة الحقوق الأساسية على النحو المبين في دستور الولايات المتحدة، وتحديدًا حقوق التعديل الرابع التي تحمي من التفتيش والمصادرة غير المعقولة.

## طرق وأدوات البحث
إن المسارات المنهجية الخمسة الواسعة التي حددها رولاندز (1996) هي أدوات حالية لدراسة سياسة المعلومات:
- التصنيف: توضح الأداة مجموعة واسعة من القضايا والموضوعات المتعلقة بسياسة المعلومات. يساعد البحث على فهم اتساع الموضوع. المواد المنشورة موثقة وموصوفة بشكل معقول. كما أنها جيدة لمراجعة الأدبيات المبتدئة ولأغراض البحث.
- تحديد قضايا السياسات والخيارات: تعتمد هذه الأداة على مدخلات المعلومات؛ على سبيل المثال، المقابلات والاستبيانات التي تستهدف صانعي السياسات وأصحاب المصلحة الآخرين. وهو شائع الاستخدام في دراسات صانعي السياسات أثناء العمل في الحكومة أو الصناعة.
- الاختزالية: إن النهج الاختزالي يتحكم في عوامل تقليل الغموض وتشمل العوامل تقييد جمع البيانات وتحليلها وتفسيرها في إطار تخصص معين. فهو يساعد الباحثين على ملاحظة مدى ارتباط عامل معين بالبيئة العامة التنبؤ وبناء السيناريوهات النموذج الشائع الاستخدام هو إطار عمل تحليل البيئة الخارجية والمحيطة (STEEP). فهو يساعد في تقليل الشكوك حول موضوع قيد الدراسة.
- الأبحاث ودراسات الحالة الموجهة نحو العمليات: توفر تحليلات سياقية مفصلة لأحداث معينة. يساعد الباحث على تجربة عملية صنع السياسة في وضع شبه حقيقي ودراسة نتائجها.

## المستقبل
وفيما يتعلق بمستقبل سياسة المعلومات، فيجب أن تكون مرنة ومتغيرة حسب الظروف المختلفة مع نمو القدرة على الوصول إلى المعلومات وتخزينها ومشاركتها. يقترح جالفين أن سياسة المعلومات قد تتضمن وضع حدود لعدم اليقين في هذا المجال. وبما أن سياسة المعلومات أصبحت موضوعًا أكبر وأكثر أهمية، فإنها ستصبح أيضًا موضوعًا أكبر للتنظيم الحكومي فيما يتعلق بمستقبل التكنولوجيا أيضًا. وسيشمل أيضًا دراسات هذه المواضيع: علم المعلومات، والاتصالات، وعلوم المكتبات، ودراسات التكنولوجيا.
سوف تكسب سياسات المعلومات المزيد من المزايا على المستوى الوطني والتنظيمي، مثل الحصول على الأفضل من تطوير الويب 2.0 على المستوى الوطني وفي المنظمة، والتأثير على الناس للاهتمام بالجانب الاجتماعي والنظام الاجتماعي التقني، لتأمين الحفاظ على المحتوى الرقمي، وجلب المزيد من المزايا. منتج معلوماتي، ويحترم أيضًا جميع المستخدمين ويجعل وقت التفكير محترمًا.
ومن أجل تحقيق هذه المنظمة الوطنية، سيكون من المهم التركيز ليس فقط على المستوى المحلي، بل على المستوى الوطني أيضًا. ومع ذلك، فإن جعل الوكالات المحلية تتعاون على المستوى الدولي والعكس صحيح، لن يكون ناجحًا بشكل مفرط يمكن لدولة واحدة أن تأخذ زمام المبادرة في إقامة علاقات قائمة على الاتصال على وجه التحديد فيما يتعلق بالإنترنت. ويجب إنشاء هذه العلاقات ببطء وثبات من أجل توحيد أي نوع من سياسة المعلومات وصنع القرار. وإذا أمكن تأسيس وتوجيه سياسة المعلومات على المستوى شبه الوطني، فإن درجة الاتصال والتعاون في مختلف أنحاء العالم سوف تتزايد بشكل كبير ومع استمرار سياسة المعلومات في تشكيل العديد من جوانب المجتمع، ستصبح هذه العلاقات الدولية حيوية (Harpham, 2011).
وتلعب سياسة المعلومات دورا أكبر في الاقتصاد مما يؤدي إلى إنتاج السلع والخدمات، فضلا عن بيعها مباشرة للمستهلكين (جامعة كاليفورنيا، 2009) وتختلف تكلفة المعلومات عن السلعة الملموسة حيث أن التكاليف الأولية للوحدة الأولى تكون كبيرة وثابتة ومع ذلك تكون التكاليف الحدية منخفضة نسبيًا (MacInnes, 2011). وكزيادة من خدمات المعلومات، يمكن أن توازي المعلومات تلك الخاصة بالتصنيع منذ عدة سنوات (UCLA, 2009). تتيح رقمنة المعلومات للشركات اتخاذ قرارات عمل مبررة بشكل أفضل (MacInnes, 2011).

## أنظر أيضا
- قانون مشاركة وحماية الاستخبارات السيبرانية
- الفضاء السيبراني
- قانون مراقبة الاستخبارات الأجنبية
- قانون وقف القرصنة عبر الإنترنت

1. ↑  Weingarten, F.W. (1989) Federal Information Policy Development: The Congressional perspective. In C. McClure, P. Hernon and H. Relyea (eds), United States Government Information Policies: views and Perspectives (Ablex, Norwood, NJ).
2. 1 2 3 4 5 6 7 8 9 10  Braman, S. (2011). Defining information policy. Journal of Information Policy 1-5. http://jip.vmhost.psu.edu/ojs/index.php/jip/article/view/19/14 نسخة محفوظة 2012-01-30 على موقع واي باك مشين..
3. ↑  Mason, Marilyn Gell. (1983). The federal role in library and information services. White Plains, N.Y.: Knowledge Industry Publishers Inc.
4. ↑  Hill, M. W. (1995) Information Policies: premonitions and prospects. Journal of Information Science 21(4) 273-282.
5. ↑  "University of Wisconsin-Milwaukee" (PDF). Pantherfile.uwm.edu. مؤرشف من الأصل (PDF) في 2022-01-23. اطلع عليه بتاريخ 2018-04-22.
6. ↑  Heim, Kathleen M. (1986) "National Information Policy and a Mandate for Oversight by the Information Professions." Government Publications Review 13:21-37.
7. ↑  Orna Elizabeth, Information Policies, yesterday, today and tomorrow, Journal of Information Science, 34 (4) 2008, pp 547-565, apud N. Moore and J. Steel, Information-Intensive Britain. British Library R & D report No. 6038 (The Policy Studies Institute/British Library Board, London, 1991).
8. 1 2 3  (Garcia-Murillo and MacInnes, 2002)
9. ↑  (Stanchak, 2010)
10. 1 2  (Reisinger, 2012)
11. ↑  (Houck, 2012)
12. 1 2  Solum, 2008, p. 50
13. 1 2  (Solum, 2008, 68)
14. ↑  (Solum, 2008, 67)
15. ↑  (Solum, 2008, 48)
16. ↑  Browne, M. (1997) The Field of Information Policy: 1. Fundamental Concepts, Journal of Information Science 23(4) 261-275
17. 1 2 3 4  "USA PATRIOT Act". مؤرشف من الأصل في 2023-07-17. اطلع عليه بتاريخ 2012-04-29.
18. ↑  Galvin, T.J. (1994). Rights in Conflict: public policy in an information age. In: New Worlds in Information and Documentation : Proceedings of the 46th FID Conference and Congress